# Cu Keng
Zu Geng (népszerű magyar átírás: Cu Keng, kínai írás: 祖暅; kb. 450 – kb. 520) híres kínai matematikus.
Édesapja, Cu Csung-cse (祖沖之, Zu Chongzhi) szintén híres matematikus volt.
Felfedezte a „Cu Keng-i (Zu Geng-i) elvet”, ami kimondja: „Két test térfogata egyenlő, ha egyenlő magasak és a palástterületeik azonos magasságban egyenlőek.” Erre a meghatározásra jutott az olasz matematikus Bonaventura Cavalieri is, kb. 1100 évvel később, ezért ma Cavalieri-elvként ismerjük.